# 胡璉 (崇禎戊辰進士)
胡璉（1592年—1640年），字不器，號介石，雲南腾越州民籍，江西饒州府餘干縣胡坊鄉人，原籍雲南永昌府騰越州，明朝政治人物。

## 生平
胡璉是崇禎七年進士胡璇的兄長，在天啟元年（1621年）中雲南乡试舉人，崇禎元年（1628年）成進士，獲授曹州知州，任內政簡刑清，禮士愛民；京察時評價為「治行卓異」，陞為工部虞衡清吏司员外郎、郎中，管理中河，崇祯八年（1635年）总理河道工部尚书刘荣嗣因治河不力被逮，胡琏亦以坐赃多论死 ，崇祯十三年庚辰被御史魏景琦处决。

## 引用
1. 1 2  同治《餘干縣志·卷十一·人物志一》：胡璉，字不器，胡坊人，崇正戊辰進士。知山東曹州，政簡刑清，禮士愛民，考治行卓異，陞北工部虞衡司郎中，以治河卒於官。
2. ↑  康熙《永昌府志·卷十四·科目》：騰越州……崇禎戊辰科劉若宰榜 胡璉 員外
3. ↑  同治《餘干縣志·卷九·選舉志一》：辛未【酉】 天啟元年鄉試 胡璉 崇正戊辰進士，詳宦業。
4. ↑  《崇禎實錄·卷之八》：崇祯八年九月戊申朔 逮總理河道工部尚書劉榮嗣。初，榮嗣以黃水濟宿遷之運，既鑿而黃河故道，朝暮遷徙，不可以舟。於是南京刑科給事中曹景參劾之，被逮。中河工部郎中胡璉坐贓多論死，始首事侵，費俱不由璉，人頗惜之。
5. ↑  《玉堂荟记》：河工之興，為中河信地郎中胡璉分工獨多，坐贓亦多，至引監收律坐死。嘻！亦甚矣。首事不由璉，侵費不由璉，獨何罪而至是也。庚辰秋，以魏景琦之誤，竟殺之。璉，滇人，弟璇，亦進士，為吏部，冤橫至此。豈盡無因，然不可得而知也。